# Carlos Rodríguez (cyclisme)
Pour les articles homonymes, voir Carlos Rodríguez et Rodríguez.
Carlos Rodríguez Cano, né le 2 février 2001 à Almuñécar, est un coureur cycliste espagnol. 
Spécialiste des courses par étapes, il a notamment remporté le Tour de Romandie en 2024 et une étape du Tour de France 2023. Il est également devenu champion d'Espagne sur route en 2022.

## Biographie
En 2018 et 2019, Carlos Rodríguez court pour l'équipe de développement Kometa mise en place par l'ancien champion Alberto Contador, son idole,. Durant ces deux saisons chez les juniors (moins de 19 ans), il se révèle être l'un des meilleurs coureurs de son âge. Il est double champion d'Espagne du contre-la-montre juniors, lauréat du Tour de Gironde et de la Gipuzkoa Klasika en 2019. Il est également médaillé de bronze du championnat d'Europe sur route juniors 2018. Aux mondiaux juniors 2019, il se classe 34e du contre-la-montre et 24e de la course en ligne.
En dehors du cyclisme, il a fait des études en génie mécanique et électrique.

### Ineos Grenadiers (depuis 2020)

#### 2020 et 2021
En 2020, il est recruté à seulement 19 ans par l'équipe World Tour Ineos avec un contrat de quatre ans, sans courir dans la catégorie des espoirs (moins de 23 ans). Il est annoncé qu'il continue en parallèle ses études universitaires, alors qu'il entreprend un diplôme d'ingénieur. L'équipe espagnole Movistar, également World Tour, un temps dans la course pour le faire signer, n'a pas pu rivaliser sur le plan financier. Sa première course en tant que professionnel est le Tour des Émirats arabes unis. Lors de la saison 2021, il remporte la dernière étape du Tour de l'Avenir et termine deuxième du classement général, à seulement sept secondes de Tobias Halland Johannessen. Il remporte ainsi le classement de la montagne et du meilleur jeune. 

#### 2022: champion d'Espagne sur route
En 2022, Carlos Rodríguez décroche sa première victoire en tant que professionnel, remportant la cinquième étape du Tour du Pays basque, épreuve du calendrier UCI World Tour. En juin, il est champion d'Espagne sur route puis il termine 6e du Tour d'Espagne, pour son premier grand tour.

#### 2023: une étape du Tour de France
Après de bons résultats au printemps 2023, il chute durant les Strade Bianche, ce qui le contraint à l'abandon en raison d'une fracture à une clavicule. Quelques mois plus tard, au Critérium du Dauphiné, il fait son retour en remportant le classement des jeunes grâce à sa neuvième place au classement général. Quelques semaines plus tard, il prend le départ du Tour de France, qu'il aborde en tant que co-leader avec Egan Bernal et Tom Pidcock. Il devient au fil de la course un prétendant au podium derrière Tadej Pogačar et Jonas Vingegaard. Il remporte la quatorzième étape devant Pogačar et Vingegaard et termine cinquième à Paris. Alors qu'il est en juillet annoncé partant pour Movistar, Ineos Grenadiers annonce en octobre la prolongation du contrat du coureur jusqu'en fin d'année 2027,.

#### 2024: victoire au Tour de Romandie
En avril 2024, Carlos Rodríguez participe au Tour du Pays basque qui voit les principaux favoris (Vingegaard, Evenepoel et Roglič) abandonner à la suite d'une chute collective lors de la quatrième étape. Lors de la dernière étape, la plus difficile, Rodríguez est le seul à suivre Juan Ayuso lorsque celui-ci attaque dans la dernière ascension. Les deux coureurs collaborent. À l'arrivée, Rodríguez gagne l'étape et se classe deuxième du classement général remporté par Ayuso. Deux semaines plus tard, lors du Tour de Romandie, il est septième du contre-la-montre puis troisième de l'étape-reine se terminant au sommet de Leysin, ce qui lui permet de prendre la tête du classement général aux dépens d'Ayuso. Il remporte sa première course par étapes le lendemain. En juin, Rodríguez remporte en montagne la huitième étape du Critérium du Dauphiné dont il termine quatrième du classement général. Rodríguez aborde le Tour de France en tant que co-leader d'Ineos en compagnie d'Egan Bernal. Régulièrement distancé dans les étapes sélectives, il termine la Grande Boucle en septième position à plus de 25 minutes du lauréat Tadej Pogačar.
Carlos Rodríguez est à nouveau co-leader sur le dernier grand tour de la saison, la Vuelta, cette fois avec Thymen Arensman. Rodríguez endosse pour la première fois sur cette édition le maillot blanc de meilleur jeune au terme de la onzième étape. Après une première cession d'une journée à Florian Lipowitz, Rodríguez perd ce maillot distinctif à l'issue de la dix-neuvième étape au profit de Mattias Skjelmose. Il termine cette Vuelta à la dixième place du classement général. Rodríguez est ensuite sélectionné pour la course en ligne des championnats du monde disputée fin septembre sur un parcours favorable aux grimpeurs autour de Zurich et qu'il termine en 59e position.

#### 2025
En début de saison, Carlos Rodríguez subit une fracture à une clavicule lors du Tour des Émirats arabes unis. En juillet, lors du Tour de France, Rodríguez est impliqué dans deux chutes durant la 17e étape et subit une fracture du bassin, ce qui le contraint à être non-partant le lendemain. Au moment de son abandon, il est dixième du classement général,.

## Caractéristiques

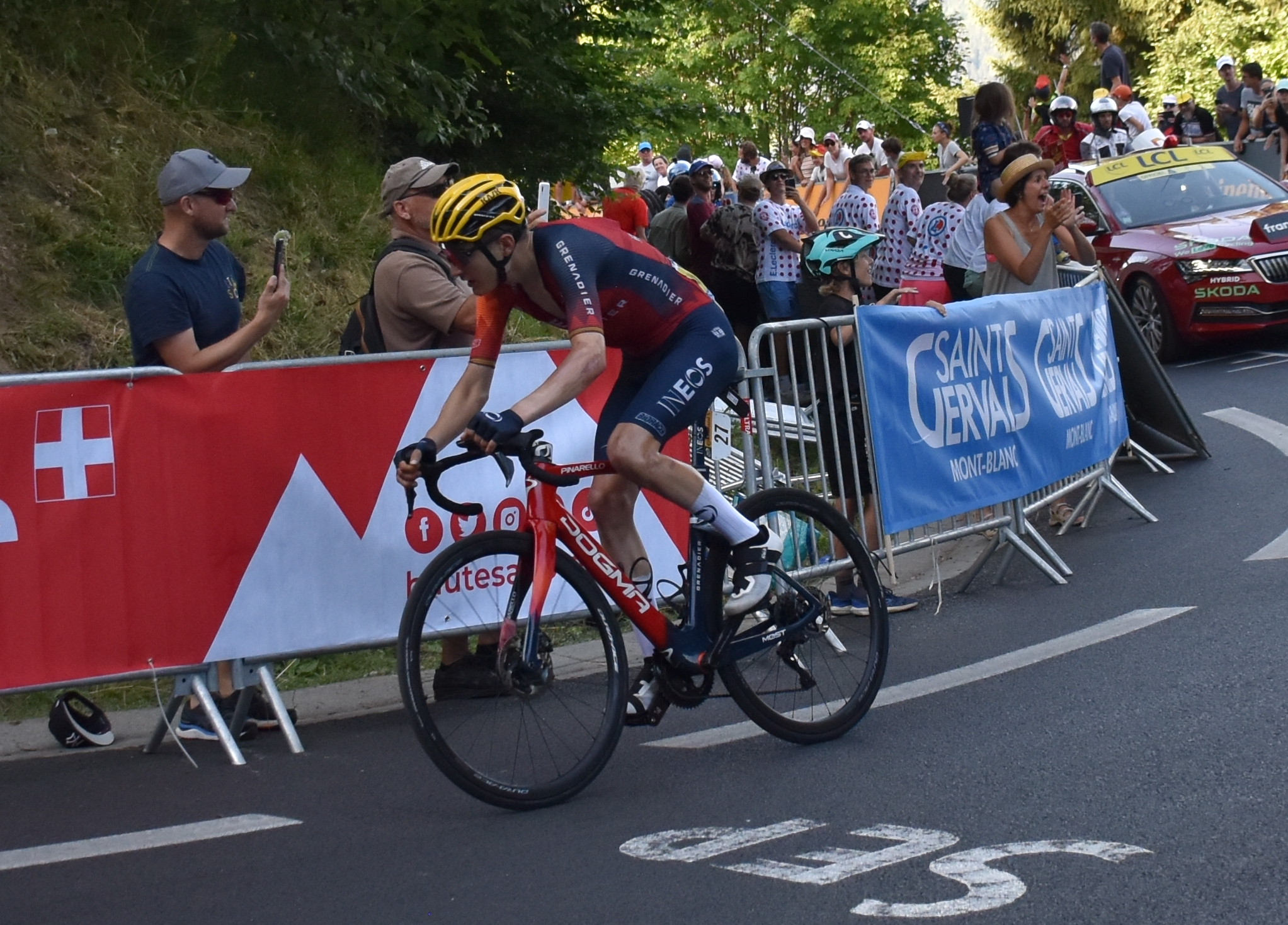
Carlos Rodriguez - Tour de France 2023 -.

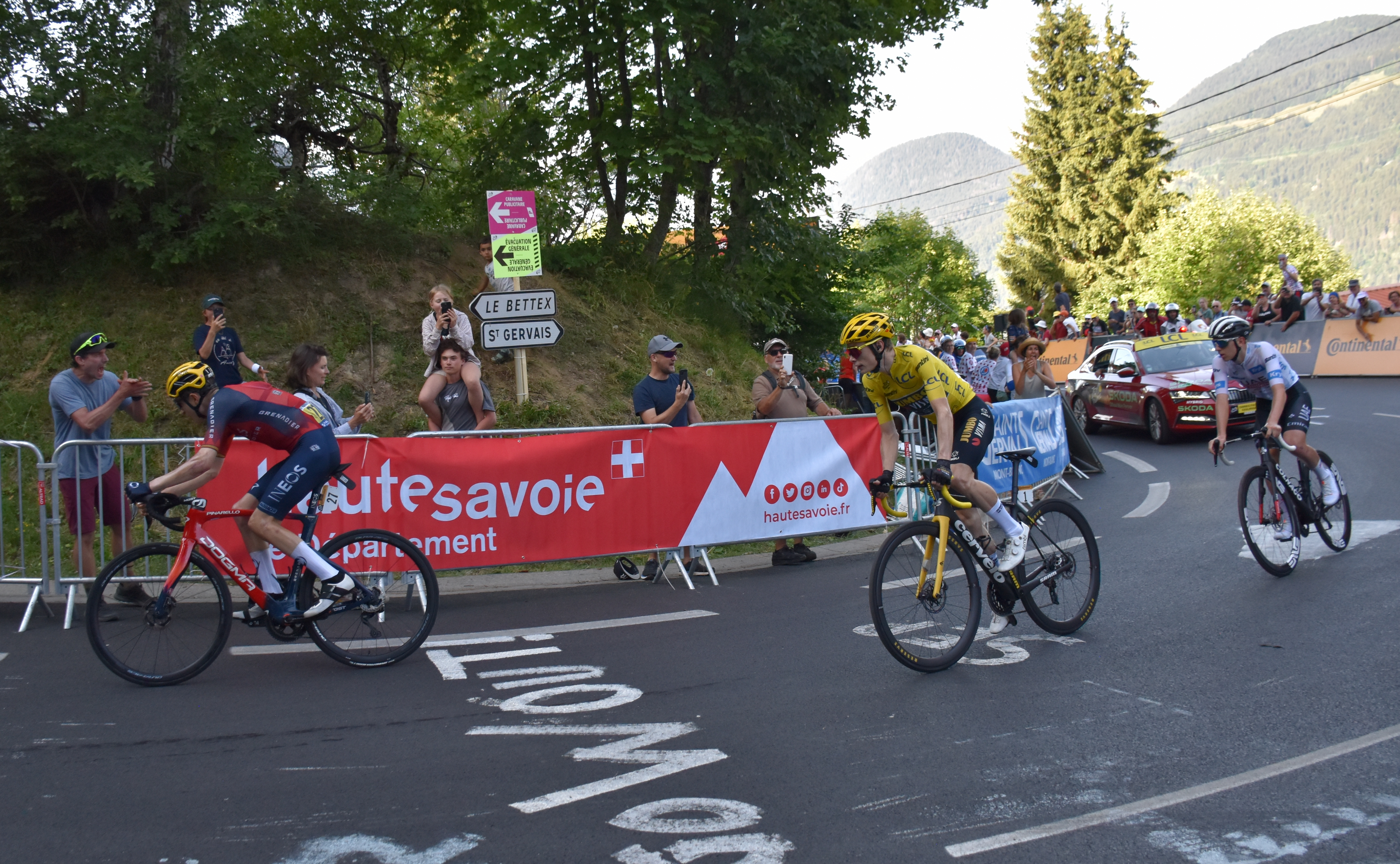
Carlos Rodríguez suivi de Jonas Vingegaard et de Tadej Pogačar - Tour de France 2023 - final de la.

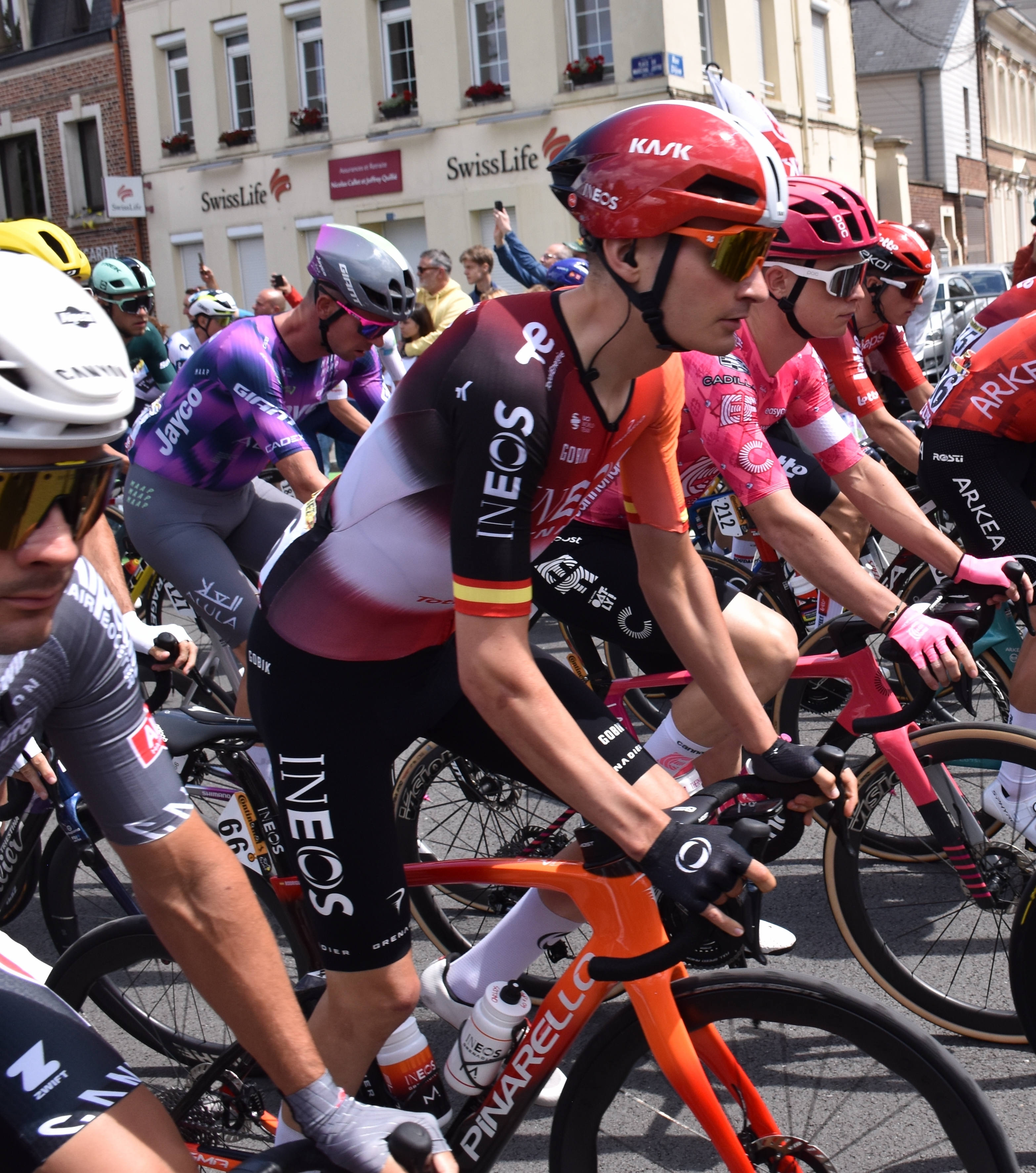
Carlos Rodriguez - Tour de France 2025 - 4e étape.

Son compatriote Xabier Artetxe, directeur sportif chez Ineos estime que Rodríguez est un coureur polyvalent, qui « sera un très bon grimpeur à l'avenir ». En 2022, il est considéré comme étant un grimpeur ayant aussi des aptitudes en contre-la-montre. Au sein de sa formation, il est vu comme étant calme, raisonnable et respectueux.

## Palmarès

### Palmarès amateur
- 2016
  -  Champion d'Espagne du contre-la-montre cadets
  - Vuelta al Besaya cadets :
    - Classement général
    - 3e étape

  - 2e du championnat d'Espagne sur route cadets
- 2017
  - Vuelta al Besaya cadets
  - 2e du championnat d'Espagne du contre-la-montre cadets
- 2018
  -  Champion d'Espagne du contre-la-montre juniors
  - Vainqueur de la Coupe d'Espagne juniors
  - Circuito Guadiana juniors
  - 1re étape du Tour de Gironde (contre-la-montre)
  - 2e étape secteur b du Trophée Centre Morbihan
  - 2e étape de la Vuelta al Besaya
  - Bizkaiko Itzulia :
    - Classement général
    - 4e étape (contre-la-montre)

  - 2e du Trofeu 15 d'Abril
  - 2e de la Vuelta al Besaya
  -  Médaillé de bronze du championnat d'Europe sur route juniors
  - 7e du championnat d'Europe du contre-la-montre juniors
- 2019
  -  Champion d'Espagne du contre-la-montre juniors
  - Mémorial Joan Bautista Llorens
  - Gipuzkoa Klasika
  - Tour de Gironde :
    - Classement général
    - 1re étape secteur a (contre-la-montre)

  - Vuelta al Besaya :
    - Classement général
    - 3e étape (contre-la-montre)

  - Bizkaiko Itzulia :
    - Classement général
    - 4e étape (contre-la-montre)

  - Vuelta Ribera del Duero :
    - Classement général
    - 2e (contre-la-montre) et 3e étapes

  - 3e étape du Tour de Valence
  - 2e de la Coupe d'Espagne juniors
  - 2e du Tour de Valence
  - 3e de la Cursa Ciclista del Llobregat
  - 3e du Mémorial Ángel Cabrero
- 2021
  - 9e étape du Tour de l'Avenir
  - 2e du Tour de l'Avenir

### Palmarès professionnel
- 2021
  - 3e étape du Tour de Grande-Bretagne (contre-la-montre par équipes)
  - 3e du championnat d'Espagne du contre-la-montre
- 2022
  -  Champion d'Espagne sur route
  - 5e étape du Tour du Pays basque
  - 2e de la Route d'Occitanie
  - 3e du Tour de la Communauté valencienne
  - 3e du Tour de Burgos
  - 5e de la Classique de Saint-Sébastien
  - 5e du Tour de Lombardie
  - 6e du Tour d'Espagne[n 1]
- 2023
  - 14e étape du Tour de France
  - 8e étape du Tour de Grande-Bretagne
  - 5e du Tour de France
  - 7e du Tour de Lombardie
  - 9e du Critérium du Dauphiné
- 2024
  - 6e étape du Tour du Pays basque
  - Classement général du Tour de Romandie
  - 8e étape du Critérium du Dauphiné
  - 2e du Tour du Pays basque
  - 4e du Critérium du Dauphiné
  - 7e du Tour de France
  - 10e du Tour d'Espagne
- 2025
  - 6e du Tour de Romandie
  - 9e du Critérium du Dauphiné

### Résultats sur les grands tours

#### Tour de France
3 participations
- 2023 : 5e, vainqueur de la 14e étape
- 2024 : 7e
- 2025 : non-partant (18e étape)

#### Tour d'Espagne
2 participations
- 2022 : 6e[n 1]
- 2024 : 10e

### Classements mondiaux
| Année                                 | 2020  | 2021 | 2022 | 2023 | 2024 |
| ------------------------------------- | ----- | ---- | ---- | ---- | ---- |
| Classement mondial                    | 1191e | 155e | 29e  | 39e  | 19e  |
| UCI Europe Tour                       | 919e  | 133e | 23e  | 34e  | 16e  |
|                                       |       |      |      |      |      |
| Légende : nc = non classéSource : UCI |       |      |      |      |      |